# Fundación Kellogg
La Fundación W.K. Kellogg (WKKF) fue creada en 1930 por W.K. Kellogg, pionero en la fabricación de cereales matinales. Durante toda su vida, W.K. Kellogg donó $66 millones en acciones de la Compañía Kellogg's y otras inversiones para “ayudar a las personas a ayudarse a sí mismas”.
La Fundación obtiene su renta principalmente del Fondo bajo Curatela de la Fundación W.K. Kellogg (Trust), creado por el Sr. Kellogg. Además de su bolsa diversificada, el Fondo bajo Curatela continúa siendo dueño de una sustancial cuota del patrimonio de la Kellogg Company. La Compañía y la Fundación mantienen una relación duradera, siendo que la Fundación es controlada por su propio Consejo de Curadores, independientemente de la Compañía. La Fundación obtiene su renta principalmente de las inversiones del Fondo bajo Curatela.
Durante todos esos años, la programación de la Fundación Kellogg evolucionó, y se esforzó para continuar innovando y atendiendo a las necesidades siempre mutantes de la sociedad. Actualmente, la organización está entre las mayores fundaciones privadas del mundo. Las donaciones son concedidas en Estados Unidos, en América Latina y en Caribe y en siete países del sur de África – Botsuana, Lesoto, Maláui, Mozambique, Sudáfrica, Suazilândia y Zimbábue.

## Misión y Visión

### Misión
La fundación W.K. Kellogg contribuye a fortalecer a niños y niñas, a sus familias y comunidades, y crear condiciones que ayuden a los niños y niñas en situación vulnerable a triunfar como individuos y como miembros de su comunidad y de la sociedad en general.

### Visión
Programar actividades alrededor de una visión común en un mundo en el cual cada persona tenga sentimientos de valor; fija responsabilidades para sí, para la familia, para la comunidad y para el bienestar de la sociedad.

## Valores
Declaración de Valores Principales
- Creemos que ayudar a las personas para que se ayuden a sí mismas por medio de la aplicación práctica de conocimientos y recursos que mejoren su calidad de vida y la de generaciones futuras.
- Creemos que todas las personas tienen la capacidad inherente de realizar cambios en sus vidas, organizaciones y comunidades. Respetamos los individuos y valoramos sus intereses colectivos, su fuerza y su cultura.
- Creemos que la administración requiere lealtad con el espíritu y con la intención de nuestro fundador, así como usar sensatamente los recursos. Creemos en la responsabilidad, prudencia, abnegación y en el ejercicio del buen juicio.
- Creemos que las ideas acciones innovadoras conducen a cambios positivos y perdurables, tanto en sistemas formales como informales.
- Valoramos la integridad en cuanto intenciones y acciones, y creemos que es esencial para la realización de nuestras actividades.[6]

El Proyecto Red Juventudes desarrollado en el Nordeste de Brasil es un ejemplo de actividad financiada por la Fundación W.K. Kellogg.